# آمپر

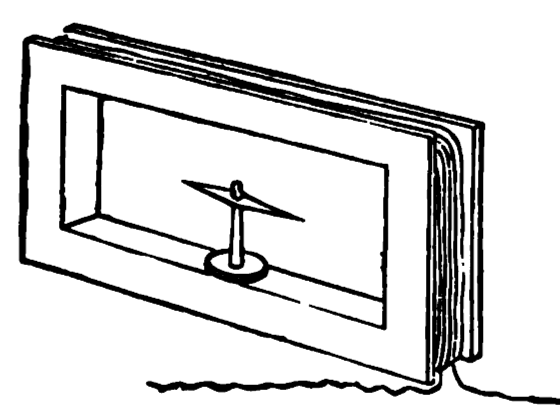
گالوانومتر برای سنجیدن جریان بر پایه انحراف یک سوزن مغناطیسی در میدان مغناطیسی است.

آمپر (به انگلیسی: amps) یه یکایی که برای اندازه گیری جریان الکتریکی میگویند. آمپر واحد SI جریان الکتریکی و یکی از هفت واحد اصلی واحدهای SI است. این واحد SI به صورت Amp نوشته میشود. آمپر از نام فیزیک‌دان فرانسویِ قرن ۱۸ و ۱۹ به نام آندری ماری آمپر (۱۷۷۵-۱۸۳۶)، پدر الکترودینامیک، گرفته شده است. از این واحد برای کمی کردن جریان شارش‌ یافته در هر سیستمی استفاده می‌شود

## تعریف آمپر
در سامانهٔ بین‌المللی یکاها اگر از دو سیم دراز و موازی که در فاصله یک متری از هم در خلأ قرار گرفته‌باشند و جریان‌ مساوی در یک جهت از سیم‌ها بگذرد به‌گونه‌ای که بر یک متر از سیم‌ها نیرویی برابر {\displaystyle 2\times 10^{-7}} نیوتن وارد شود، جریانی که از هر یک از سیم‌ها می‌گذرد، یک آمپر است.
تعریف آمپر بر حسب یکای کولن: اگر یک کولن بار در ثانیه از نقطه‌ای بگذرد، یک آمپر جریان گذشته‌است.

## بار الکتریکی چیست؟
بار الکتریکی ویژگی فیزیکی بنیادی ماده است. هنگامی که ماده‌ای باردار در میدان الکتریکی یا مغناطیسی قرار می‌گیرد، نیرویی را از طرف این میدان‌ها احساس خواهد کرد. بار الکتریکی مرتبط با میدان الکتریکی است. همچنین، بار الکتریکی متحرک، میدان مغناطیسی تولید می‌کند. به ترکیب میدان‌های الکتریکی و مغناطیسی، میدان الکترومغناطیسی گفته می‌شود. برهم‌کنش بارها، نیروی الکترومغناطیسی تولید خواهد کرد. این نیرو پایه و اساس فیزیک است.

## کولن چیست ؟
کولن بار الکتریکی در سیستم SI و به طور تقریب برابر با {\displaystyle 6.241\times 10^{18}} است. یک کولن به صورت حاصل‌ ضرب یک آمپر در ثانیه تعریف می‌شود.

## فرمول آمپر
مدت زمان عبور بار الکتریکی / بار الکتریکی = جریان الکتریکی 

## پیشوند های آمپر چیست؟
| نام       | نماد |
| --------- | ---- |
| میکروآمپر | μA   |
| میلی آمپر | mA   |
| آمپر      | A    |
| کیلوآمپر  | kA   |

## اندازه‌گیری جریان الکتریکی
برای اندازه‌گیری جریان الکتریکی از آمپرسنج استفاده می‌شود. 

تعریف یکای آمپر